# アポロドロス (Mrs. GREEN APPLEの曲)
「アポロドロス」は、日本のロックバンド・Mrs. GREEN APPLEの楽曲。2024年7月3日にユニバーサルミュージック内のレーベル・EMI Recordsより配信限定でリリースされた。

## 概要
2024年7月2日、本楽曲が7月26日にフランス・パリで開幕した「第33回オリンピック競技大会」のテレビ朝日系中継を盛り上げる「テレビ朝日系列 2024スポーツ応援ソング」に決定し、同月3日に12th配信シングルとしてリリースされることが発表された。また同日、カバーアートが公開された。7月3日には、本楽曲のリリックビデオが、公式YouTubeチャンネルにて公開された。

楽曲制作にあたり、大森元貴は以下のようにコメントしている。
（今回の話について）光栄の至りに思います。壮大に、かつ繊細にエネルギーを描きたいと率直に思いました。オリンピックは日本中に勇気を与えてくれる、そんな四年に一度の機会だと思っています。選手の方々の心や体の中に渦巻くパワーを想像すると言葉にできませんが、僭越ながら楽曲という形で少しでも力になれたら、オリンピックを盛り上げられたらと思っています。
実はこの楽曲は10年ほど前に、当時オリンピックを意識して描いた曲との2部構成になっていて組曲になっています。闘争心、激動な思いと、安らぐリラックスした壮大なゾーンみたいなもの、静と動がテーマだったりします。数年越しに自分とも対話をしたような感覚ですごく有意義な制作でした。
7月14日、スタジアムツアー「ゼンジン未到とヴェルトラウム〜銘銘編〜」ノエビアスタジアム神戸公演の公演映像が、公式YouTubeチャンネルにて公開された。8月10日には、東日本大震災「九州災害復興チャリティー 2024 神宮外苑花火大会」にて、本楽曲とのコラボ花火が打ち上げられた。

## テレビ披露
| 番組名                                         | 放送局         | 出演日         | 備考                                                                        |
| ---------------------------------------------- | -------------- | -------------- | --------------------------------------------------------------------------- |
| ミュージックステーション                       | テレビ朝日系列 | 2024年7月12日  | テレビ初披露。                                                              |
| CDTV ライブ!ライブ! 夏フェスSP                 | TBSテレビ系列  | 2024年8月19日  | 「familie」「アポロドロス」「点描の唄」の3曲を披露。フルサイズでの歌唱。    |
| ミュージックステーション スーパーライブ (2024) | テレビ朝日系列 | 2024年12月27日 | 「ライラック」「コロンブス」「アポロドロス」「ビターバカンス」の4曲を披露。 |